# هنري إبرامسن
هنري إبرامسن (بالإنجليزية: Henry Abramson)‏ هو مؤرخ أمريكي، ولد في 25 يونيو 1963.